# Artiora evonymaria
Artiora evonymaria là một loài bướm đêm trong họ Geometridae.